# Diocesi di Capra
La diocesi di Capra (in latino: Dioecesis Caprensis) è una sede soppressa e sede titolare della Chiesa cattolica.

## Storia
Capra, nella regione di Beni-Mansour e di Béni Abbès nell'odierna Algeria, è un'antica sede episcopale della provincia romana della Mauritania Cesariense.
Unico vescovo conosciuto di questa diocesi africana è Primo, il cui nome appare al 53º posto nella lista dei vescovi della Mauritania Cesariense convocati a Cartagine dal re vandalo Unerico nel 484; Primo, come tutti gli altri vescovi cattolici africani, fu condannato all'esilio.
Dal 1933 Capra è annoverata tra le sedi vescovili titolari della Chiesa cattolica; dal 14 marzo 1994 il vescovo titolare è Joseph Shipandeni Shikongo, O.M.I., vicario apostolico di Rundu.

## Cronotassi

### Vescovi residenti
- Primo † (menzionato nel 484)

### Vescovi titolari
- Alain Sauveur Ferdinand van Gaver, M.E.P. † (22 marzo 1965 - 18 dicembre 1965 nominato vescovo di Nakhorn-Rajasima)
- José Floriberto Cornelis, O.S.B. † (13 aprile 1967 - 13 novembre 1974 nominato arcivescovo, titolo personale, di Alagoinhas)
- Hieronymus Herculanus Bumbun, O.F.M.Cap. † (19 dicembre 1975 - 26 febbraio 1977 nominato arcivescovo di Pontianak)
- Anatole Milandou (22 luglio 1983 - 3 ottobre 1987 nominato vescovo di Kinkala)
- Camillus Archibong Etokudoh (18 gennaio 1988 - 1º settembre 1989 nominato vescovo di Ikot Ekpene)
- Joseph Shipandeni Shikongo, O.M.I., dal 14 marzo 1994